# ハナレグミ
ハナレグミは、日本の歌手。
SUPER BUTTER DOG（2008年9月解散）のボーカル永積タカシ（ながづみ たかし、本名：永積崇）のソロユニット。名前は自身が離れ目であることに由来する。所属レコード会社はビクターエンタテインメント。

## 経歴
1974年11月27日生まれ。
自由の森学園高等学校卒業後、専門学校東京ミュージック&メディアアーツ尚美卒業。高校2年の頃にアコースティック・ギターで弾き語りを始める。中学時代に初めてリハーサルスタジオにボーカルとして呼ばれた際に覚えて行った曲は、THE BLUE HEARTSの「リンダリンダ」と「TRAIN-TRAIN」であった。
永積はohanaのメンバーとしても活動。また、東京スカパラダイスオーケストラのゲストボーカルを務めるなど、他のアーティストとのコラボレーションも多い。テレビCMのナレーションも多く手がけている。
コーネリアスの小山田圭吾によると、イギリスのロックバンドのLushのミキ・ベレーニは従姉である。また、小山田は永積の再従兄にあたる。

## ディスコグラフィ

### 配信限定シングル
| 発売日         | タイトル                 |
| -------------- | ------------------------ |
| 2020年11月6日  | 賑やかな日々賑やかな日々 |
| 2021年1月19日  | Quiet Light              |
| 2021年2月24日  | 独自のLIFE               |
| 2023年11月17日 | MY夢中                   |
| 2024年3月6日   | 会いにいこう             |

### 楽曲提供
- 小泉今日子　アルバム「厚木I.C.」　（2003年4月23日）
3.きのみ （書き下ろし。のちに「日々のあわ」でセルフカバー）
9.サヨナラCOLOR （カバー）
作詞/作曲：永積タカシ
- bird　アルバム「DOUBLE CHANCE」 （2003年10月8日）
6.よみがえれ
作詞：bird / 作曲：永積タカシ
- 湯川潮音　シングル「緑のアーチ/裸の王様」 （2005年8月3日）
1.緑のアーチ
作詞：湯川潮音 / 作曲：永積タカシ
  - アルバム「湯川潮音」 （2006年1月25日）にも収録。
- 畠山美由紀　シングル「愛にメロディ」　　（2005年11月23日）
1.愛にメロディ
作詞　原田郁子　/　作曲　永積タカシ
- 太田裕美　アルバム「始まりは"まごころ"だった」 （2006年11月22日）
1.きみはぼくのともだち
作詞：原田郁子 / 作曲：永積タカシ
- クミコ with 風街レビュー「さみしいときは恋歌を歌って / 恋に落ちる」（2016年9月7日）
2. 恋に落ちる
作詞：松本隆 / 作曲：永積崇（ハナレグミ）/ 編曲：冨田恵一 [5]

### 参加作品
- ピチカート・ファイヴ アルバム「さ・え・ら ジャポン」 （2001年1月1日）
1.一月一日 （野宮真貴とのデュエット）
- アルファ シングル「サンオイル」 （2001年6月20日）
1.サンオイル feat. 宇多丸（ライムスター）/永積タカシ（SUPER BUTTER DOG）
- はっぴいえんどのトリビュートアルバム「HAPPY END PARADE〜tribute to はっぴいえんど〜」（2002年5月22日）
1.春らんまん / 永積タカシ from SUPER BUTTER DOG
- 有里知花 アルバム「Oceans of Love」 （2002年8月7日）
1.ONE LOVE（ボブ・マーリーのカバー）をデュエット
- コンピレーションアルバム「GROOVE ROCK COMPILATION VOL.1」　（2002年10月17日）
2.ナタリー / ハナレグミ&ナタリーワイズ （アルバム「音タイム」収録曲）
- DATASPEAKER（smorgas アイニ） アルバム「I Need Two Side Heat」 （2002年10月23日）
3.Bicycle Race（クイーンのカバー）
- 冨田ラボ　シングル「眠りの森 feat. ハナレグミ」 （2003年3月29日）
  - アルバム「シップビルディング」（2003年2月5日）からの作品。日本メナード化粧品2003春スキンケアTVCM曲。ハナレグミのアルバムにはベストアルバム「hana-uta」に収録。
- 有里知花　シングル「あなたに会いに行こう」 （2003年6月25日）
  - カップリング曲「SUCH A BEAUTIFUL FEELING」（アメリカン・フライヤーのカバー）にコーラス参加。アルバム「Treasure The World」（2003年9月3日）収録。
- akakage（伊藤陽一郎） アルバム「akakage in thr earth」 （2003年7月30日）
14.「記憶」
- カバーコンピレーションアルバム 「DISCOVER THE SONGS 〜J-STANDARD〜」 （2003年10月1日）
1.そして僕は、途方に暮れる（大沢誉志幸のカバー）
6.サヨナラCOLOR（カバー） / 小泉今日子
  - 「そして僕は〜」は東京キネマ倶楽部で収録されたライブ（2003年2月23日）の音源。ハナレグミのアルバムにはベストアルバム「hana-uta」に収録。
  - のちに「DISCOVER THE SONGS 1+1 J-STANDARD」 （2004年2月25日）として再発。
- ハナレグミ, 畠山美由紀, 堀込泰行（キリンジ） シングル「真冬物語」 （2004年1月1日）
  - 作詞：松本隆 / 作曲：松任谷由実 / 編曲・プロデュース：冨田恵一
- 高野寛　アルバム「確かな光」（2004年1月15日）
1,2,3,4,5,6,7days
hibiki
- コンピレーションアルバム「コラボ」 （2004年2月28日）
9.眠りの森 feat.ハナレグミ / 冨田ラボ
- コンピレーションアルバム「J-Standard 002〜地球に生きる」 （2004年4月21日）
家族の風景 （アルバム「音タイム」収録曲）
- ASA-CHANG&巡礼「カな」 （2004年10月20日）
カな
- 半野喜弘「Angelus」 （2005年5月25日）
夢の匂い feat. ハナレグミ
  - ベストアルバム「hana-uta」に収録。
- Various Artists「reaching series no.2〜リズムであそぼう」 （2005年7月12日）
- クラムボン, Nathalie Wise, ハナレグミ　サウンドトラック「サヨナラCOLOR〜映画のためのうたと音楽〜」 （2005年8月6日）
- 東京スカパラダイスオーケストラ　シングル「追憶のライラック」 （2005年12月14日）
- ビートルズカバー集「Apple of his eye〜りんごの子守唄(青盤)」（2006年11月22日）
1.Blackbird
- SAKEROCK「songs of instrumental」（2006年11月8日）
1.インストバンドの唄
12.待ちぼうけ
- HUSKING BEEのトリビュートアルバム「HUSKING BEE」（2007年3月21日）
13.The steady-state theory
- コンピレーションアルバム「『LOVE』 plants compilation vol.3」（2007年3月21日）
oi
- アルファ　シングル「宇宙ハワイ feat.ハナレグミ」(2007年7月4日)
  - ベストアルバム「パーティー野郎Aチーム」（2008年7月2日）にも収録。
- THE HELLO WORKS アルバム「PAYDAY」 （2007年12月5日）
8.今夜はブギーバック(Re-play) Feat.ハナレグミ （小沢健二 featuring スチャダラパーのカバー）
- コンピレーションアルバム「風街少年」（2007年11月21日）
2.眠りの森
- トリビュートアルバム「リ・トル・クリーチャーズ」（2011年01月19日）
7.WALKING ROUND IN CIRCLES
- コンピレーションアルバム「Let's Get Outside -MERRELL 30th Anniversary Edition-」（2012年03月07日）
1.音タイム
- コンピレーションアルバム「おうたROCK -Sing and Dance with Kids-」（2013年03月20日）
5.どれみれげえ
- トリビュートアルバム「大貫妙子トリビュート・アルバム -Tribute to Taeko Onuki-」（2013年12月18日）
5.Happy-go-Lucky
- U-zhaan「Tabla Rock Mountain」（2014年10月8日）
5.俺の小宇宙（U-zhaan x ハナレグミ）
- トリビュートアルバム「Why not clammbon!?～クラムボン･トリビュート」（2014年12月3日）
5.華香るある日 ～clommbon loves clammbon ver ～

- トリビュート・カバーアルバム「宇多田ヒカルのうた　−13組の音楽家による13の解釈について−」（2015年6月24日）
5.Flavor Of Life（宇多田ヒカルのカバー）

- 中納良恵「窓景」（2015年1月24日）
4.beautiful island

- トリビュート・カバーアルバム「風街であひませう」（2015年6月24日）
7.Tシャツに口紅
- レキシ「Vキシ」（2016年6月22日）
7.寺子屋FUNK feat. シャカッチ
- Aimer「蝶々結び」（2016年8月17日）
1.蝶々結び
- クミコ with 風街レビュー「さみしいときは恋歌を歌って／恋に落ちる」（2016年9月7日）
2.恋に落ちる
- 小沢健二「流動体について」（2017年7月22日）
1.流動体について
- BRAHMAN「今夜 / ナミノウタゲ」（2017年10月4日）
2.ナミノウタゲ
- Cornelius「デザインあ 2」（2018年3月21日）
12.つなげる
- YOSSY LITTLE NOISE WEAVER「Sun and Rain」（2018年7月4日）
6.雨ふり
- レキシ「ムキシ」（2018年9月26日）
10.マイ会津feat.足軽先生(いとうせいこう)、シャカッチ
- 由紀さおり「BEGINNING～あなたにとって～」（2019年3月20日）
5.de l'aube à l'aube 〜夜明けから夜明けまで
- Curly Giraffe「a taste of dream」（2019年4月24日）
10.one feat. hanaregumi
- Michael Kaneko コラボレーション・アルバム「The Neighborhood」（2022年6月29日）
1.RECIPE feat. ハナレグミ
- PUNPEE 「タイムマシーンにのって/家族の風景」（2023年3月24日）
1.タイムマシーンにのって/家族の風景
- KID FRESINO「that place is burning」（2023年6月28日）
1.that place is burning

## ミュージックビデオ
| 監督                       | 曲名 |
| 遠藤主任                   | 「さらら」「オリビアを聴きながら with 東京スカパラダイスオーケストラ」「音タイム from「hana-uta fes.」」「光と影」「明日へゆけ」「明日天気になれ」 |
| 遠藤主任 / 永積タカシ      | 「Peace Tree feat.BOSE(from スチャダラパー)、AFRA」                                                                                                |
| 遠藤雄二                   | 「ハンキーパンキー」「レター」「音タイム」「家族の風景」                                                                                           |
| 大宮エリー                 | 「オアシス」 |
| 川村ケンスケ               | 「オハナレゲエ」(ハナレグミ・So many tears) |
| 小池アミイゴ               | 「空に星があるように」 |
| 100%orange & nico graphics | 「Blackbird」 |
| MIKA POSA                  | 「どれみれげえ」 |
| MIKA POSA & 川中玄貴       | 「PAN! DA!」 |

## ナレーション
- ボーダフォン 日本法人（現:ソフトバンクモバイル）CM
- 日通ペリカン便CM（テレビ＆ラジオ）でナレーションを担当。BGMは宮沢和史（THE BOOM）の「沖縄に降る雪」。2002年5月 - 6月オンエア。
- THE BOOMのアルバム「OKINAWA〜ワタシノシマ〜」（2002年6月19日発売）テレビ用スポット

## 出演

### 映画
- 別れかた 暮らしかた（2016年、ドキュメンタリー映画） ※ 友情出演 [6]
- 零落（2023年3月17日公開予定、日活 / ハピネットファントム・スタジオ） - 担当編集者 役[7]

### テレビ
- The Covers「ハナレグミ“春に贈るうた”」（2021年3月28日、NHK-BS）[8]
- 関ジャム 完全燃SHOW（2022年6月12日、テレビ朝日）[9]

### ラジオ
- アーティスト・プロデュース・スーパー・エディション（JFNC、2009年6月・2021年4月）
- 59min with ハナレグミ（2017年10月31日～2018年3月11日、InterFM、毎月1回第2日曜22:00～22:59）
- レディオ デ チャカチー（2018年4月8日～、InterFM、毎月2回第2・第4日曜22:00～22:59）

## 主なライブ

### ワンマンライブ・主催イベント
- 2004年 - コンサートツアー2004
- 2005年 - 帰ってから、歌いたくなってもいいようにと思ったのだ。〜永積タカシ 弾き語ってます!!!〜
- 2005年 - hana-uta festival
- 2007年 - 弾きが旅だよ人生は!
- 2009年 - "光と影" Candle Night
- 2009年 - 弾きが旅だよ人生は!
- 2009年 - TOUR あいのわ
- 2010年10月15日〜11月05日 - TOUR うたう
- 2011年09月10日・11日 - オアシス YOYOGI DE 360°ステージ囲みまくって熱唱しまくっちゃナイト
- 2011年11月22日 - ハナレグミ live house live
- 2012年01月28日〜03月03日 - TOUR オアシス
- 2013年06月11日〜07月03日 - ハナレグミ・So many tears のどこまでいくの180分
- 2013年09月07日〜09月26日 - ハナレグミツアー だれそかれそ
- 2014年02月03日・02月06日 - ハナレグミ・So many tearsの竹取物語
- 2014年10月06日 - ハナレグミ ワンマンライブ 美らすぎて…夏
- 2015年07月22日 - (ぴんぽーん)ねぇ! 高崎さんの奥さんいる? 緊急ミーティング!!! 緊急ミーティング〜～!!!!
- 2015年08月21日・08月22日 - 弾きが旅 ばっ旅 〜2015 門出を祝して緊急ミーティング編〜
- 2015年09月07日〜10月14日 - 弾きが旅ばっ旅 〜2015 まだまだ行ってないとこで歌いたい!から緊急ミーティング編〜
- 2015年10月31日〜11月01日 - 弾きが旅ばっ旅 〜2015 ホール編〜
- 2015年11月03日〜11月04日 - 弾きが旅ばっ旅 〜2015 元キャバレー編〜
- 2016年01月20日〜03月21日 - ハナレグミ Tour What are you looking for

### 出演イベント
- 2002年10月11日 - スペースシャワー列伝 第19巻 〜特別企画 一夢(ひとよ)の宴〜
- 2003年08月02日 - ROCK IN JAPAN FESTIVAL 2003
- 2003年08月16日 - RISING SUN ROCK FESTIVAL 2003 in EZO
- 2003年08月19日 - ロックロックこんにちは! in 仙台
- 2003年08月24日 - 小岩井ロックフェスティバル
- 2004年04月22日 - コスモ アースコンシャス アクト アースデー・コンサート「やさしさに包まれたなら」
- 2004年08月01日 - FUJI ROCK FESTIVAL '04
- 2004年08月07日 - ROCK IN JAPAN FESTIVAL 2004
- 2004年08月13日 - RISING SUN ROCK FESTIVAL 2004 in EZO
- 2004年08月21日 - MONSTER baSH 2004
- 2004年08月25日 - ロックロックこんにちは! Version8 他動発散 聴動開心
- 2004年08月29日 - SETSTOCK'04
- 2005年03月20日 - JAPAN CIRCUIT-Vol.22-
- 2006年02月25日 - 忌野清志郎 & NICE MIDDLE with NEW BLUE DAY HORNS 新 ナニワ・サリバン・ショー
- 2007年03月01日 - 倶楽部AKANEIRO
- 2007年04月28日 - ARABAKI ROCK FEST.07
- 2007年08月17日 - RISING SUN ROCK FESTIVAL 2007 in EZO
- 2007年09月02日 - SPACE SHOWER SWEET LOVE SHOWER 2007
- 2007年10月06日 - 朝霧JAM 2007
- 2008年12月28日 - COUNTDOWN JAPAN 08/09
- 2009年04月26日 - ARABAKI ROCK FEST.09
- 2009年07月24日 - FUJI ROCK FESTIVAL '09
- 2009年08月14日 - RISING SUN ROCK FESTIVAL 2009 in EZO
- 2009年11月21日 - FM802 STILL20 SPECIAL LIVE "MUSIC FREAKS LIVE"
- 2010年07月17日 - フジファブリック presents フジフジ富士Q
- 2010年08月28日 - SPACE SHOWER SWEET LOVE SHOWER 2010 -15th ANNIVERSARY-
- 2010年08月29日 - KOYABU SONIC 2010
- 2010年10月02日 - 800だョ全員集合!!
- 2010年10月09日 - 朝霧JAM 2010
- 2011年05月02日 - 忌野清志郎 ロックン・ロール・ショー 日本武道館 Love&Peace
- 2011年05月22日 - KOYABU SONIC 2011
- 2011年07月30日 - FUJI ROCK FESTIVAL '11
- 2011年08月13日 - RISING SUN ROCK FESTIVAL 2011 in EZO
- 2011年08月27日 - ARABAKI ROCK FEST.11
- 2011年11月23日 - チャットモンチーの求愛ツアー♡
- 2012年07月17日 - SAVE THE NOON
- 2013年01月19日 - SPEEDSTAR RECORDS 20th Anniversary Live 〜LIVE the SPEEDSTAR 20th〜
- 2013年03月13日 - みんなに笑顔を届けたいLIVE!2013 supported by Glico
- 2013年04月28日 - ARABAKI ROCK FEST.13
- 2013年05月02日 - 忌野清志郎 ロックン・ロール・ショー 日本武道館 Love&Peace
- 2013年05月18日 - CIRCLE ‘13
- 2013年06月21日 - 100万人のキャンドルナイト@増上寺
- 2013年08月17日 - RISING SUN ROCK FESTIVAL 2013 in EZO
- 2013年08月31日 - GOOD NEIGHBORS JAMBOREE 2013
- 2013年09月16日 - KOYABU SONIC
- 2013年10月13日 - stars on 13
- 2013年12月25日 - 細野晴臣×クラムボン×ハナレグミ「ワンだらけツーだらけスリーだらけカバーだらけ！」
- 2014年04月05日・06日 - ハナレグミ×レキシ「Laughin' 8周年記念イベントLa族がやって来る ラァ! ! ラァ! ! ラァ! !」
- 2014年05月17日 - CIRCLE '14
- 2014年07月20日 - JOIN ALIVE 2014
- 2014年08月09日 - 東京スカパラダイスオーケストラ presents 第4回トーキョースカジャンボリー
- 2014年08月31日 - SPACE SHOWER SWEET LOVE SHOWER 2014
- 2014年09月13日 - New Acoustic Camp 2014
- 2014年09月14日 - りんご音楽祭 2014
- 2014年09月15日 - KOYABU SONIC 2014 FINAL
- 2014年10月05日 - MONGOL800 ga FESTIVAL What a Wonderful World!! 13+14
- 2015年03月14日 - ビクターロック祭り 2015
- 2015年06月05日 - チャットモンチーの求愛 ツアー♡2015
- 2015年06月20日 - YATSUI FESTIVAL! 2015
- 2015年06月21日 - ROVO presents MDT Festival 2015
- 2015年07月24日 - FUJI ROCK FESTIVAL '15
- 2015年08月02日 - オハラ☆ブレイク '15夏
- 2015年08月05日 - サマーオブどんと2015
- 2015年08月08日 - J-WAVE LIVE SUMMER JAM 2015
- 2015年08月14日 - RISING SUN ROCK FESTIVAL 2015 in EZO
- 2015年09月05日 - OTODAMA'15〜音泉魂〜
- 2015年09月13日 - New Acoustic Camp 2015
- 2015年09月20日 - GAMA ROCK FES 2015
- 2015年09月27日 - ミュージックシティ天神
- 2015年11月16日 - 10th ANNIVERSARY LIVE TOUR RADWIMPSの胎盤
- 2016年04月30日 - ARABAKI ROCK FEST.16
- 2016年05月15日 - CIRCLE '16
- 2016年05月22日 - GREENROOM FESTIVAL '16
- 2016年05月24日 - FM802 X TSUTAYA ACCESS! "ACCESS! LIVE"
- 2016年05月28日 - CRAFTROCK FESTIVAL'16
- 2016年06月04日 - TAICOCLUB'16
- 2016年06月11日 - Tropical Lovers Beach Festa 2016
- 2016年07月14日 - ロックのほそ道
- 2016年07月23日 - NUMBER SHOT 2016
- 2016年07月31日 - Reborn-Art Festival 2016 × ap bank fes 2016
- 2016年08月07日 - オハラ☆ブレイク '16夏
- 2016年08月12日 - RISING SUN ROCK FESTIVAL 2016 in EZO
- 2016年08月17日 - レキシツアー 遺跡、忘れてませんか?〜大きな仏像の下で〜
- 2016年08月20日 - SUMMER SONIC 2016
- 2016年08月28日 - SPACE SHOWER SWEET LOVE SHOWER 2016
- 2016年09月01日 - ザンジバルナイト 2016
- 2016年09月03日 - OTODAMA'16〜音泉魂〜
- 2016年09月04日 - Slow LIVE'16 in 池上本門寺
- 2016年09月13日 - J-WAVE×HOT STUFF "LIVE OASIS"
- 2016年09月18日 - New Acoustic Camp 2016
- 2016年09月25日 - ONE KYUSHU 〜 九州はひとつ
- 2016年10月09日 - STARS ON 16
- 2016年11月24日 - きのこ帝国ツーマンツアー「echoes vol.3」
- 2016年12月11日・14日・16日 - ハナレグミ×レキシ「Laughin' 10周年突入記念イベント La族がまたやって来た、ジュー!ジュー!ジュー!」